# Finsko na Zimních olympijských hrách 1980
Finsko na Zimních olympijských hrách 1980 v Lake Placid reprezentovalo 52 sportovců, z toho 44 mužů a 8 žen. Nejmladším účastníkem byl Jarmo Mäkitalo (19 let, 127 dny), nejstarší pak Jorma Valtonen (33 let, 52 dní). Reprezentanti vybojovali 9 medailí, z toho 1 zlatou, 5 stříbrných a 3 bronzové.

## Medailisté
| Medaile | Jméno                                                         | Sport              | Disciplína                 |
| ------- | ------------------------------------------------------------- | ------------------ | -------------------------- |
| Zlato   | Jouko Törmänen                                                | Skoky na lyžích    | Muži - velký můstek (K120) |
| Stříbro | Juha Mieto                                                    | Běh na lyžích      | Muži 15 km                 |
| Stříbro | Juha Mieto                                                    | Běh na lyžích      | Muži 50 km                 |
| Stříbro | Hilkka Riihivuori                                             | Běh na lyžích      | Ženy 5 km                  |
| Stříbro | Hilkka Riihivuori                                             | Běh na lyžích      | Ženy 10 km                 |
| Stříbro | Jouko Karjalainen                                             | Severská kombinace | Muži - jednotlivci         |
| Bronz   | Harri Kirvesniemi Juha Mieto Matti Pitkänen Pertti Teurajärvi | Běh na lyžích      | Muži - štafeta 4 x 10 km   |
| Bronz   | Helena Takalová                                               | Běh na lyžích      | Ženy 10 km                 |
| Bronz   | Jari Puikkonen                                                | Skoky na lyžích    | Muži - velký můstek (K120) |